# Хоффа (фильм)
«Хоффа» (англ. Hoffa) — фильм режиссёра Дэнни Де Вито. Премьера состоялась 11 декабря 1992 года в театре Сэмюэля Голдвина в Беверли-Хиллз.

## Сюжет
Я снял «Хоффу» хотя бы потому, что у этого парня были самые большие яйца на этой планете. Если кто-то и должен был стать тогда президентом, то именно он.
Биографический фильм об американском профсоюзном лидере Джимми Хоффе. Свою карьеру Хоффа начинает в тридцатые годы с агитации водителей грузовиков, убеждая их вступать в профсоюз. Позднее были стремительный карьерный рост, связи с мафией, тюремный срок и досрочное освобождение.
Джимми Хоффа исчез при загадочных обстоятельствах. Его исчезновение породило множество слухов. Один из них, упорно муссировавшийся в СМИ, утверждает, что он был похоронен под десятиярдовой отметкой на поле стадиона «Giants Stadium». Позднее бывший киллер мафии Фрэнк Ширан признался, что он убил Хоффу, о чём рассказывается в документальной книге Чарлза Брандта «Я слышал, ты красишь дома», и поставленном по ней фильме «Ирландец» (2019) режиссёра Мартина Скорсезе. Достоверность книги до сих пор остаётся под вопросом.

## В ролях
| Актёр           | Роль               |
| --------------- | ------------------ |
| Джек Николсон   | Джимми Хоффа       |
| Дэнни Де Вито   | Роберт Чаро        |
| Арманд Ассанте  | Кэрол Д’Алессандро |
| Дж. Т. Уолш     | Фитцсиммонс        |
| Джон Рейли      | Пит Коннелли       |
| Кевин Андерсон  | Роберт Кеннеди     |
| Джон П. Райан   | Рэд Беннетт        |
| Фрэнк Уэйли     | паренёк            |
| Кэрен Янг       |                    |
| Роберт Проски   | Билли Флинн        |
| Пол Гилфойл     | Тед Хармон         |
| Наталья Ногулич | Джо Хоффа          |
| Клифф Горман    | Солли Штейн        |
| Николас Прайор  | адвокат Хоффы      |

## Критика
Роджер Эберт дал фильму 3,5 звезды из 4 написал: «Вот фильм, который находит правильный вид и тон для своего материала. Не многие режиссеры были бы настолько уверены в себе, чтобы просто показать нам Джимми Хоффу вместо того, чтобы рассказывать нам все о нем. Это фильм, в котором говорится между строк, о том, что не сказано. Он не столько о том, что случилось с Джимми Хоффой, сколько о том, что что-то в конечном итоге произойдет».
Питер Трэверс из Rolling Stone также дал фильму 3,5 из 4 звезд и сказал: «Смелость жестокой эпопеи режиссера Дэнни ДеВито сочетается с поразительной физической и вокальной трансформацией Николсона в Джимми Хоффу. Переключение может ограничить другого актера, но не Николсона».
Винсент Кэнби из The New York Times писал: «Это оригинальное художественное произведение, основанное на фактах, задуманное с воображением и последовательной точкой зрения». Кэнби отмечает, что в фильме есть «жестокий скептицизм, который редко встречается в американских фильмах. Он заставляет зрителей делать собственные выводы».
Кеннет Тюран из Los Angeles Times отметил: «Это лаконичная, загадочная работа, демонстрирующая изящество разговорного языка, но хлопотная с точки зрения структуры и развития персонажей».
Алекс фон Тунцельманн из The Guardian поставил фильму оценку «C-», заявив: «В фильме предпринята попытка найти осторожный средний путь между прославлением Хоффы как героя рабочего класса и осуждением его как гангстера. Но, несмотря на выступление Николсона, после более двух часов экранного времени, Джимми Хоффа остается загадкой».

## Награды
В 1993 году оператор фильма Стивен Х. Бёрум был номинирован на премию «Оскар» в категории «За лучшую операторскую работу». Фильм также был номинирован на «Золотого медведя» на 43-м Берлинском международном кинофестивале.